# Nyctemera persecta
Nyctemera persecta är en fjärilsart som beskrevs av Embrik Strand 1909. Nyctemera persecta ingår i släktet Nyctemera och familjen björnspinnare. Inga underarter finns listade i Catalogue of Life.